# Soirée de combat UFC : Vettori contre Dolidze 2
UFC Fight Night: Vettori vs. Dolidze 2 (également connu sous le nom d' UFC Fight Night 254 et UFC Vegas 104 et UFC sur ESPN+ 112 ) est un événement d'arts martiaux mixtes produit par l'Ultimate Fighting Championship qui a eu lieu  le 15 mars 2025, à l' UFC Apex à Enterprise, Nevada, dans la vallée de Las Vegas, aux États-Unis. 

## Contexte
Un match revanche poids moyens entre l'ancien challenger du championnat des poids moyens de l'UFC Marvin Vettori et Roman Dolidze était en tête d'affiche de l'événement. Le duo s'était déjà rencontré lors de l'UFC 286 en mars 2023. Vettori avait remporté le combat par décision unanime. 
Un combat de poids légers entre Evan Elder et MarQuel Mederos était prévu pour cet événement. Cependant, il a été annoncé que Mederos était blessé, le combat a donc été annulé et Elder a été transféré à l'UFC sur ESPN : Hill vs. Rountree Jr.. Il a également été rapporté que Mederos a été transféré à l'UFC sur ESPN : Moreno vs. Erceg deux semaines plus tard en tant que combattant de remplacement. 
Lors des pesées, deux combattants ont manqué leur poids : 
- Diyar Nurgozhay, nouveau venu invaincu dans la promotion, pesait 95,5 kg, soit 2,1 kg de plus que la limite des poids mi-lourds pour les combats hors titre.
- Chidi Njokuani pesait 78,1 kg, soit près de 600g de plus que la limite des poids welters pour les combats hors titre.

Les combats de Nurgozhay et Njokuani se sont déroulé en poids variable, et Nurgozhay a été condamné à une amende de 25 % de sa bourse individuelle, qui est revenue à son adversaire Brendson Ribeiro. On ignore actuellement quelle part de la bourse de Njokuani est revenue à son adversaire Elizeu Zaleski dos Santos,.

## Récompenses
Les combattants ci-dessous ont reçu chacun un bonus de 50 000$ :
- Combat de la soirée : aucun bonus accordé.
- Performance de la soirée : Carlos Vera, André Lima, Priscila Cachoeira et Carli Judice